# Exel Composites
Exel Composites Oyj (auparavant Exel Oyj) est une entreprise technologique finlandaise qui conçoit, fabrique et commercialise des profilés et des tubes en matériaux composites pour des utilisations industrielles. 

## Présentation
Exel a été fondée en 1960 par Yrjö Aho, le nom Exel vient d'une combinaison des mots EXplosif et ÉLectronique. 
À cette époque, la société produisait des détonateurs électriques.  
Dans le passé,a société a fabriqué différents produits , tels que des casques antibruits, des bâtons de ski et de randonnée et d'autres équipements sportifs.  
De nos jours elle fabrique des produits en matériaux composites utilisant de la fibre de carbone, de la fibre de verre et d'autres matériaux à haute performance.
En 2019, Exel a des usines de production en Finlande (Joensuu et Mäntyharju), en Autriche (Kapfenberg), en Grande-Bretagne (Runcorn), en Belgique (Audenarde), aux États-Unis (Erlanger) et en Chine (Nanjing).

## Actionnaires
Au 29 février 2020, les plus grands actionnaires de Exel Composites sont:
| #  | Actionnaire                   | Actions   | %     |
| -- | ----------------------------- | --------- | ----- |
| 1  | Nordea Bank                   | 2 158 184 | 18.14 |
| 2  | Skandinaviska Enskilda Banken | 794 806   | 6.68  |
| 3  | Taaleritehdas                 | 713 087   | 5.99  |
| 4  | OP-Suomi                      | 598 259   | 5.03  |
| 5  | Danske Invest                 | 346 650   | 2.91  |
| 6  | Fond Phoebus                  | 290 000   | 2.44  |
| 7  | Säästöpankkiryhmä             | 288 710   | 2.43  |
| 8  | Ilmarinen                     | 242 733   | 2.04  |
| 9  | Veritas                       | 226 163   | 1.90  |
| 10 | Heikki Nelimarkka             | 222 836   | 1.87  |
|    | Total [1-50]                  | 8 148 971 | 68.50 |